# Куп Првог канала 2014.
Куп Првог канала 2014. (рус. Кубок Первого канала 2014) било је 9. по реду издање траадиционалног хокејашког турнира под тим именом, а у оквирима Еврохокеј тура. Турнир се одржао од 18. до 21. децембра 2014. године у Сочију. Једино је утакмица између Чешке и Шведске играна у Прагу.
Побједник турнира је Русија, друго мјесто освојила Финска, док је Шведска завршила на трећем мјесту. На турниру су постигнута укупно 32 гола на 6 утакмица што је 5,3 гола по утакмици. Просјек гледалаца на турниру по утакмици је 9.538 гледалаца. Највећа посјећеност је била на утакмици која је одиграна у Прагу, Чешке и Шведске. Укупно је утакмице посматрало 57.226 гледалаца. 

## Сезоне
| Претходна: Куп Првог канала 2013. | Тренутна: Куп Првог канала 2014. | Следећа: Куп Првог канала 2015. |

## Дворане
- Утакмице турнира, осим једне утакмице, су одржане у Сочију у Леденој дворани Бољшој. Капацитет дворане је 12.000 мјеста.

- Један меч је одржан у Прагу у О2 арени сa капацитетом 17.360 мјеста.

## Легенда
|  | Побједник турнира       |
|  | Освајач сребрне медаље  |
|  | Освајач бронзане медаље |
|  | Последње мјесто         |

## Распоред такмичења
| 18. децембар 2014. 17:00 | Русија | 2:0 (1:0, 0:0, 1:0) | Финска | Ледена дворана Бољшој, Сочи Посетилаца: 11.150 |

| Извор                                                               | Извор                 | Извор   | Извор      | Извор                                                                                         |
| ------------------------------------------------------------------- | --------------------- | ------- | ---------- | --------------------------------------------------------------------------------------------- |
|                                                                     | Александар Јерјоменко | Голмани | Ате Енгрен | Судије Владимир Пешина Мартин Франо Линијске судије Александр Саводников Александр Зачаренков |
| 19:07 – Ј. Медведев (Д. Зарипов) 59:43 – С. Плотников (И. Коваљчук) | 1:0 2:0               |         |            | Судије Владимир Пешина Мартин Франо Линијске судије Александр Саводников Александр Зачаренков |
| 10 мин                                                              | Искључења             | 6 мин   |            | Судије Владимир Пешина Мартин Франо Линијске судије Александр Саводников Александр Зачаренков |
| 26                                                                  | Шутеви на гол         | 27      |            | Судије Владимир Пешина Мартин Франо Линијске судије Александр Саводников Александр Зачаренков |

| 18. децембар 2014. 18:30 | Чешка | 4:6 (2:0, 2:3, 0:3) | Шведска | O2 Арена (Праг), Праг Посетилаца: 16.348 |

| Извор | Извор                                   | Извор | Извор         | Извор                                                                           |
| --- | --------------------------------------- | --- | ------------- | ------------------------------------------------------------------------------- |
| | Павел Француоз                          | Голмани | Андерс Нилсон | Судије Анти Боман Владимир Пешина Линијске судије Мирослав Лотски Либор Сучанек |
| Ј. Коварж (Л. Радил,М. Затович) – 13:04 М. Бирнер (Р. Хорак) – 13:56 Р. Червенка (Ј. Клепиш,П. Заморски) – 23:26 О. Немец (Л. Краичек,М. Планек) – 35:21 | 1:0 2:0 3:0 3:1 3:2 3:3 4:3 4:4 4:5 4:6 | П. Херслеј (Л. Омарк,Ј. Ериксон) – 30:17 П. Херслеј (А. Петерсон) – 30:33 Ј. Франсон (Л. Омарк,О. Мелер) – 31:31 Ј. Франсон (Л. Омарк,Ј. Ериксон) – 43:17 М. Јанмарк-Нилен (Ј. Јунланд) – 54:56 А. Џонсон (Л. Радил,М. Шегрен) – 56:15 |               | Судије Анти Боман Владимир Пешина Линијске судије Мирослав Лотски Либор Сучанек |
| 16 мин | Искључења                               | 9 мин |               | Судије Анти Боман Владимир Пешина Линијске судије Мирослав Лотски Либор Сучанек |
| 27 | Шутеви на гол                           | 30 |               | Судије Анти Боман Владимир Пешина Линијске судије Мирослав Лотски Либор Сучанек |

| 20. децембар 2014. 12:00 | Шведска | 2:3 (0:1, 2:1, 0:1) | Русија | Ледена дворана Бољшој, Сочи Посетилаца: 10.400 |

| Извор                                                                  | Извор              | Извор | Извор              | Извор                                                                                         |
| ---------------------------------------------------------------------- | ------------------ | --- | ------------------ | --------------------------------------------------------------------------------------------- |
|                                                                        | Хенрик Карлсон     | Голмани | Константин Барулин | Судије Владимир Пешина Мартин Франо Линијске судије Александр Саводников Александр Зачаренков |
| Ј. Ериксон (О. Мелер,Л. Омарк) – 24:06 П. Херслеј (М. Тонберг) – 28:14 | 0:1 :1 2:1 2:2 2:3 | А. Белов (М. Чудинов,И. Коваљчук) – 04:57 И. Коваљчукв (В. Шипачов,М. Чудинов) – 38:10 И. Коваљчук (В. Шипачов) – 43:11 |                    | Судије Владимир Пешина Мартин Франо Линијске судије Александр Саводников Александр Зачаренков |
| 12 мин                                                                 | Искључења          | 12 мин |                    | Судије Владимир Пешина Мартин Франо Линијске судије Александр Саводников Александр Зачаренков |
| 27                                                                     | Шутеви на гол      | 19 |                    | Судије Владимир Пешина Мартин Франо Линијске судије Александр Саводников Александр Зачаренков |

| 20. децембар 2014. 16:00 | Финска | 3:2 (пен) (1:0, 0:2, 1:0, 0:0, 1:0) | Чешка | Ледена дворана Бољшој, Сочи Посетилаца: 4.684 |

| Извор | Извор              | Извор                                                     | Извор        | Извор                                                                                   |
| --- | ------------------ | --------------------------------------------------------- | ------------ | --------------------------------------------------------------------------------------- |
| | Мико Коскинен      | Голмани                                                   | Јакуб Коварж | Судије Вјачеслав Буланов Сергеј Карабанов Линијске судије Алексеј Медведев Виктор Бирин |
| С. Леписто (Т. Рамстед,Х. Песонен) – 19:01 С. Салминен (С. Леписто,Ј. Хијетанен) – 42:18 И. Донскои (поб.пенал) | 1:0 1:1 1:2 :2 3:2 | Л. Радил (В. Соботка) – 23:42 Д. Симон (В. Мозик) – 25:23 |              | Судије Вјачеслав Буланов Сергеј Карабанов Линијске судије Алексеј Медведев Виктор Бирин |
| 8 мин | Искључења          | 12 мин                                                    |              | Судије Вјачеслав Буланов Сергеј Карабанов Линијске судије Алексеј Медведев Виктор Бирин |
| 24 | Шутеви на гол      | 31                                                        |              | Судије Вјачеслав Буланов Сергеј Карабанов Линијске судије Алексеј Медведев Виктор Бирин |

| 21. децембар 2014. 12:00 | Русија | 3:2 (2:0, 1:1, 0:1) | Чешка | Ледена дворана Бољшој, Сочи Посетилаца: 10.453 |

| Извор                                                        | Извор               | Извор                             | Извор        | Извор                              |
| ------------------------------------------------------------ | ------------------- | --------------------------------- | ------------ | ---------------------------------- |
|                                                              | Станислав Галинов   | Голмани                           | Јакуб Коварж | Судије Микел Сјорвист Маркус Линде |
| А. Кутузов – 14:16 И. Григоренко – 19:30 Ј. Јаковљев – 24:21 | 1:0 2:0 3:0 3:1 3:2 | Ј. Коварж – 31:06 Е. Хрна – 47:39 |              | Судије Микел Сјорвист Маркус Линде |
| 6 мин                                                        | Искључења           | 6 мин                             |              | Судије Микел Сјорвист Маркус Линде |
| 21                                                           | Шутеви на гол       | 19                                |              | Судије Микел Сјорвист Маркус Линде |

| 21. децембар 2014. 16:00 | Финска | 3:2 (пен) (1:0, 1:2, 0:0, 0:0, 1:0) | Шведска | Ледена дворана Бољшој, Сочи Посетилаца: 3.641 |

| Извор                                                          | Извор               | Извор                               | Извор          | Извор                                                                                   |
| -------------------------------------------------------------- | ------------------- | ----------------------------------- | -------------- | --------------------------------------------------------------------------------------- |
|                                                                | Мико Коскинен       | Голмани                             | Хенрик Карлсон | Судије Алексеј Анисимов Вјачеслав Буланов Линијске судије Виктор Бирин Алексеј Медведев |
| И. Донскои – 13:36 С. Салминен – 29:14 С. Салминен (поб.пенал) | 1:0 1:1 2:1 2:2 3:2 | О. Мелер – 23:14 Ј. Ериксон – 37:34 |                | Судије Алексеј Анисимов Вјачеслав Буланов Линијске судије Виктор Бирин Алексеј Медведев |
| 12 мин                                                         | Искључења           | 16 мин                              |                | Судије Алексеј Анисимов Вјачеслав Буланов Линијске судије Виктор Бирин Алексеј Медведев |
| 26                                                             | Шутеви на гол       | 38                                  |                | Судије Алексеј Анисимов Вјачеслав Буланов Линијске судије Виктор Бирин Алексеј Медведев |

| #  | Репрезентација | Ут | П | Ппр | Ипр | И | ГД | ГП | ГР | Бод |
| -- | -------------- | -- | - | --- | --- | - | -- | -- | -- | --- |
| 1. | Русија         | 3  | 3 | 0   | 0   | 0 | 8  | 4  | +4 | 9   |
| 2. | Финска         | 3  | 0 | 2   | 0   | 1 | 6  | 6  | 0  | 4   |
| 3. | Шведска        | 3  | 1 | 0   | 1   | 1 | 10 | 10 | 0  | 4   |
| 4. | Чешка          | 3  | 0 | 0   | 1   | 2 | 8  | 12 | -4 | 1   |

## Коначан пласман
|    | Русија  |
|    | Финска  |
|    | Шведска |
| 4. | Чешка   |

| 2° место Финска | Побједник 47. Чанел он купа Русија 12° титула | 3° место Шведска |

## Најбољи стријелци
Легенда: ОУ = Одихраних утакмица, Г = Голова, А = Асистенција, С = Скор
| Играч           | Репрезентација | 0У | Г | А | С |
| --------------- | -------------- | -- | - | - | - |
| Патрик Харслеј  | Шведска        | 3  | 3 | 2 | 5 |
| Јими Ериксон    | Шведска        | 3  | 2 | 3 | 5 |
| Линус Омарк     | Шведска        | 3  | 0 | 5 | 5 |
| Иља Коваљчук    | Русија         | 3  | 2 | 2 | 4 |
| Сами Леписто    | Финска         | 3  | 1 | 3 | 4 |
| Сакари Салминен | Финска         | 3  | 3 | 0 | 3 |